# Reese’s Peanut Butter Cups

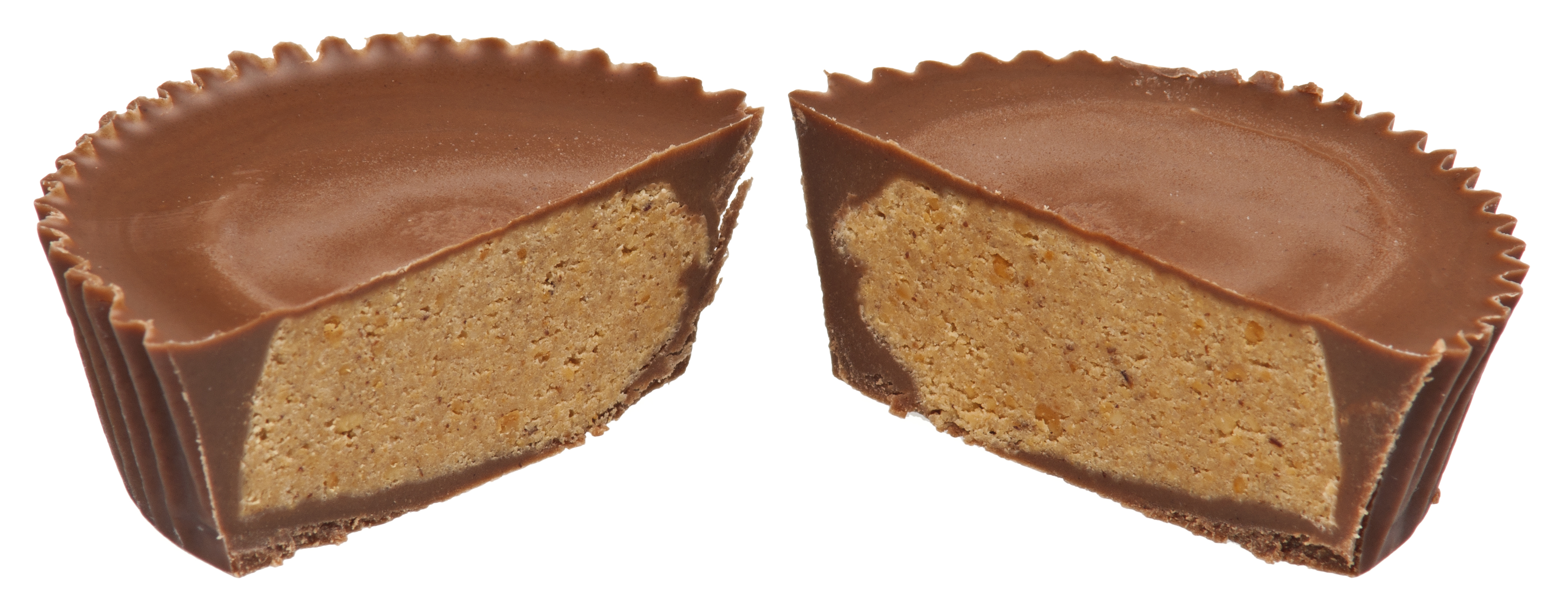
Reeses-PB-Big-Cup

Reese’s Peanut Butter Cups ist eine Süßigkeit in Form eines flachen Tiegels mit einer Erdnussbutterfüllung, der von Hershey Company, einem der weltgrößten Schokoladenhersteller, hauptsächlich in den USA und Kanada, in Kanada unter dem Namen Reese, verkauft wird. Er besteht aus einem Erdnussbutter-Kern, der von Schokolade umhüllt ist. Er wurde 1928 von H. B. Reese kreiert.

## Geschichte
Die Reese’s Peanut Butter Cups wurden 1928 von H. B. Reese, einem ehemaligen Milchproduzenten und Liefermeister von Milton S. Hershey, kreiert. Reese war von Hershey inspiriert und verließ so seine Milchfarm, um sein eigenes Süßigkeitengeschäft zu gründen. Anfangs produzierte die H. B. Reese Candy Co. im Keller von Reeses Haus, das sich in Hershey (Pennsylvania) befand, und benutzte Hersheys Schokolade. Reese’s Peanut Butter Cups war sein größter Erfolg. In den 1940er und 1950er wurden die Reese’s Peanut Butter Cups national bekannt. Jahre nach Reeses Tod, 1963, wurde die H. B. Reese Candy Co. für 23,5 Millionen US-Dollar an die Hershey Company verkauft.

## Inhaltsstoffe
Der Reese’s Peanut Butter Cups besteht aus
- kakaohaltige Fettglasur (Zucker, Kakaobutter, Schokolade, fettfreie Milch, Milchfett, Laktose, Sojabohnenöl, Lecithin und Emulsionsmittel)
- Erdnussbutter (Erdnüsse, Zucker, Dextrose, Salz, Säuerungsmittel, Antioxidationsmittel: Tert-Butylhydrochinon)

## Vermarktung
In den USA kommen die Reese’s Peanut Butter Cups normalerweise in Zweier-, Vierer- oder Achterpackungen mit oranger Farbe auf den Markt. Jeder einzelne Riegel sitzt dabei in seiner eigenen Papierverpackung. In der „Classic“ Packung sind zwei 0.75 oz.(≈ 21,2 g) Riegel, in der „King Size“ Vierer-Packung 0.70 oz.(≈ 19,8 g) Riegel und in der „Lunch“ Achter-Packung 0.55 oz.(≈ 15,6 g) Riegel. In Kanada werden die „Peanut Butter Cups“ als Reese Peanut Butter Cups verpackt.

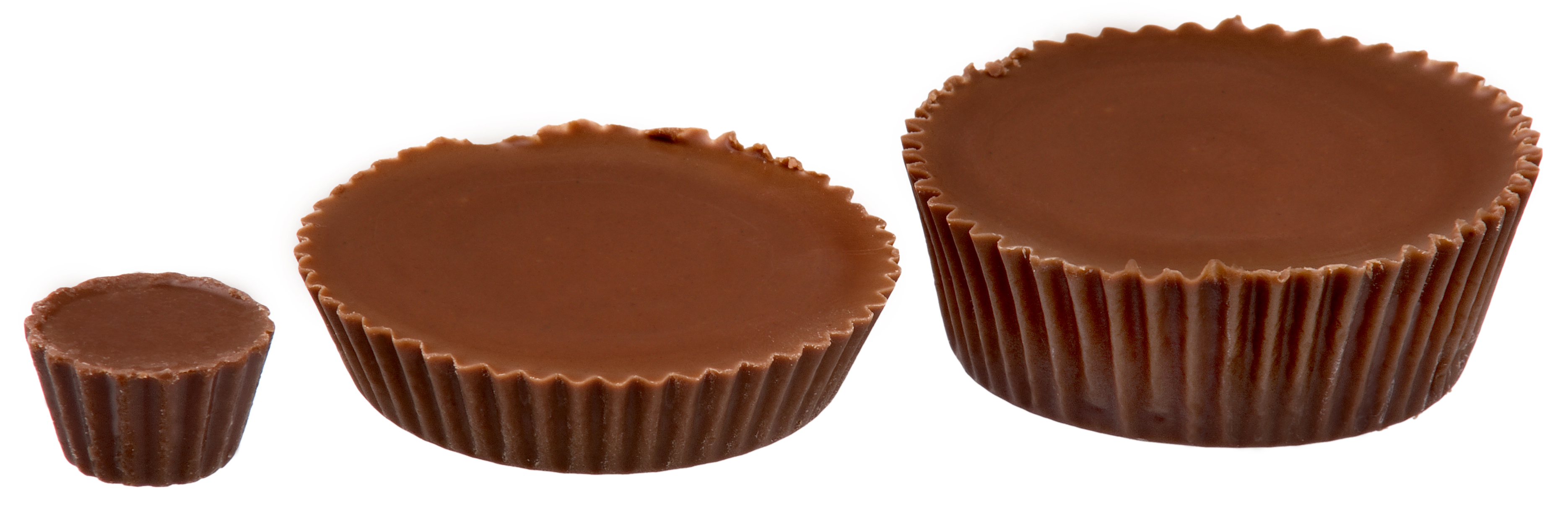
Reese’s Peanut Butter Cups in drei Variationen

In den 1970er und 80er liefen eine Reihe von Werbungen für Reese’s Peanut Butter Cups die zwei Leute zeigte, einer der Erdnussbutter und der andere der Schokolade isst, die zusammenstoßen. Die eine Person sagt, „You got your peanut butter on my chocolate!“ (Du hast deine Erdnussbutter auf meine Schokolade geschmiert!), die andere sagt, „You got your chocolate in my peanut butter!“ (Du hast deine Schokolade in meine Erdnussbutter gemacht!). Sie probieren dann das Gemisch und sagen den Slogan: „Two great tastes that taste great together.“ (Zwei großartige Geschmäcker, die großartig zusammen schmecken!). 

Weitere Slogans, aus den 1990ern, wären „How do you eat a Reese’s?“ (Wie isst man einen Reese’s?) und „There’s no wrong way to eat a Reese’s.“ (Es gibt keine falsche Art, einen Reese’s zu essen.). 

2002 wurden 108,9 Millionen Peanut Butter Cups für 54,1 Millionen Dollar verkauft.